# Pedro Almodóvar
Pedro Almodóvar (* 25. září 1949 v Calzada de Calatrava v provincii Ciudad Real) je španělský režisér a scenárista. Má dvě sestry a mladšího bratra Augustína. Ten je producent a hrál v několika bratrových filmech. V roce 1987 spolu založili filmové studio El Deseo (tužba). Almodóvarovy snímky se těší mezinárodní popularitě u kritiků i „náročných“ diváků – film Vše o mé matce získal v roce 1999 Oscara za nejlepší neanglicky mluvený film, druhého Oscara obdržel Almodóvar v roce 2003 za scénář ke svému filmu Mluv s ní, a to přesto, že ho španělská filmová akademie nenominovala v kategorii neanglicky mluveného filmu.
Dvě jeho filmové adaptace vyšly v česko-španělském vydání - Mluv s ní, Vše o mé matce. Dále mu vyšla jedna kniha s českým překladem - Patty Diphusa, Venuše záchodků (Garamond 2004, ISBN 80-86379-68-X), sbírka povídek nebo časopiseckých sloupků z 80. let a r. 1993 let psaných fiktivní pornoherečkou a toaletářkou, vyjadřující se i k filmovému byznysu.[zdroj?]

## Filmografie

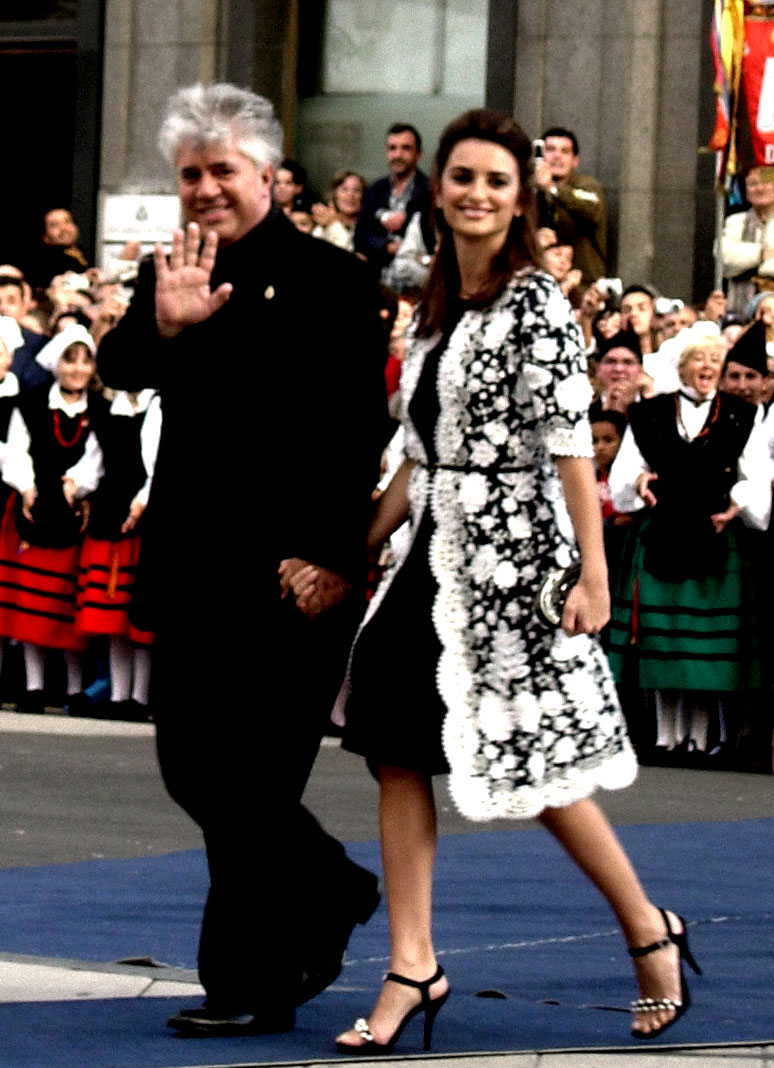
Almodóvar s Penélope Cruz v říjnu 2006

- Dos putas, o historia de amor que termina en boda (1974)
- Film político (1974)
- Blancor (1975)
- La Caída de Sódoma (1975)
- Homenaje (1975)
- El Sueño, o la estrella (1975)
- Muerte en la carretera (1976)
- Sea caritativo (1976)
- Sexo va, sexo viene (1977)
- Folle... folle... fólleme Tim! (1978)
- Salomé (1978)
- Pepi, Luci, Bom y otras chicas del montón (1980)
- Labyrint vášní / Laberinto de pasiones (1982)
- Černá roucha / Entre tinieblas (1983)
- Co jsem komu udělala? / Qué he hecho yo para merecer esto!!! (1984)
- Matador (1986)
- Zákon touhy / La Ley del deseo (1987)
- Ženy na pokraji nervového zhroucení / Mujeres al borde de un ataque de nervios (1988)
- Spoutej mě! / ¡Átame! (1990)
- Vysoké podpatky / Tacones lejanos (1991)
- Kika (1993)
- Květ mého tajemství / La Flor de mi secreto (1995)
- Ve víru vášně / Carne trémula (1997)
- Vše o mé matce / Todo sobre mi madre (1999)
- Mluv s ní / Hable con ella (2002)
- Špatná výchova / La Mala educación (2004)
- Volver (2006)
- Rozervaná objetí / Los Abrazos rotos (2009)
- Kůže, kterou nosím / La Piel que Habito (2011)
- Rozkoš v oblacích / Los amantes pasajeros (2013)
- Julieta (2016)
- Bolest a sláva / Dolor y gloria (2019)
- Lidský hlas / La voz humana (2020) - krátkometrážní film podle divadelní hry Jeana Cocteaua
- Paralelní matky / Madres paralelas (2021)
- Zvláštní způsob života / Extraña forma de vida (2023, krátkometrážní)
- Vedlejší pokoj (2024)